# 芮吉朱
芮吉朱，又譯基兰·利吉居、基伦·里吉朱、李繼竹，印度政治人物，現任印度政府议会事务部和少数民族事务部部长。

## 經歷
1971年11月19日，芮吉朱出生於印度阿鲁纳恰尔邦西卡门县。
2024年，芮吉朱被任命爲议会事务部和少数民族事务部部长，他是第一位擔任少数民族事务部部长的佛教徒。

## 外部鏈接
- https://sansad.in/ls/members/biography/3972?from=members